# Francisco Cases Andreu
Francisco Cases Andreu (ur. 23 października 1944 w Orihuela) – hiszpański duchowny katolicki, biskup Wysp Kanaryjskich w latach 2006–2020.

## Życiorys

### Prezbiterat
Święcenia kapłańskie otrzymał 14 kwietnia 1968 i został inkardynowany do diecezji Orihuela-Alicante. Był m.in. sekretarzem biskupim, delegatem biskupim ds. duszpasterstwa młodzieży oraz rektorem seminarium w Alicante.

### Episkopat
22 lutego 1994 papież Jan Paweł II mianował go biskupem pomocniczym diecezji Orihuela-Alicante, ze stolicą tytularną Timici. Sakry biskupiej udzielił mu 10 kwietnia 1994 abp Mario Tagliaferri.
26 czerwca 1996 został biskupem ordynariuszem diecezji Albacete (urząd objął 31 sierpnia 1996), zaś 26 listopada 2005 został ordynariuszem Wysp Kanaryjskich (ingres odbył się 27 stycznia 2006). 6 lipca 2020 przeszedł na emeryturę.